# (6303) 1989 EL2
A (6303) 1989 EL2 a Naprendszer kisbolygóövében található aszteroida. Ueda Szeidzsi és Kaneda Hirosi fedezte fel 1989. március 12-én.